# Малая Бисера
Малая Би́сера — река в России, протекает в Омутнинском районе Кировской области. Устье реки находится в 6 км по правому берегу реки Большая Бисера. Длина реки составляет 17 км.
Берёт начало на Верхнекамской возвышенности в 8 км к западу от города Омутнинск. Течёт на северо-восток, протекает неподалёку от северных окраин Омутнинска и впадает в Большую Бисеру в 9 км к северо-востоку от центра города.

## Данные водного реестра
По данным государственного водного реестра России относится к Камскому бассейновому округу, водохозяйственный участок реки — Вятка от истока до города Киров, без реки Чепца, речной подбассейн реки — Вятка. Речной бассейн реки — Кама.
По данным геоинформационной системы водохозяйственного районирования территории РФ, подготовленной Федеральным агентством водных ресурсов:
- Код водного объекта в государственном водном реестре — 10010300212111100029898
- Код по гидрологической изученности (ГИ) — 111102989
- Код бассейна — 10.01.03.002
- Номер тома по ГИ — 11
- Выпуск по ГИ — 1